# فوکر دی.۷
فوکر دی.۷ (انگلیسی: Fokker D.VII) یک هواپیمای ساخت فوکر است .